# キャロット・トップ

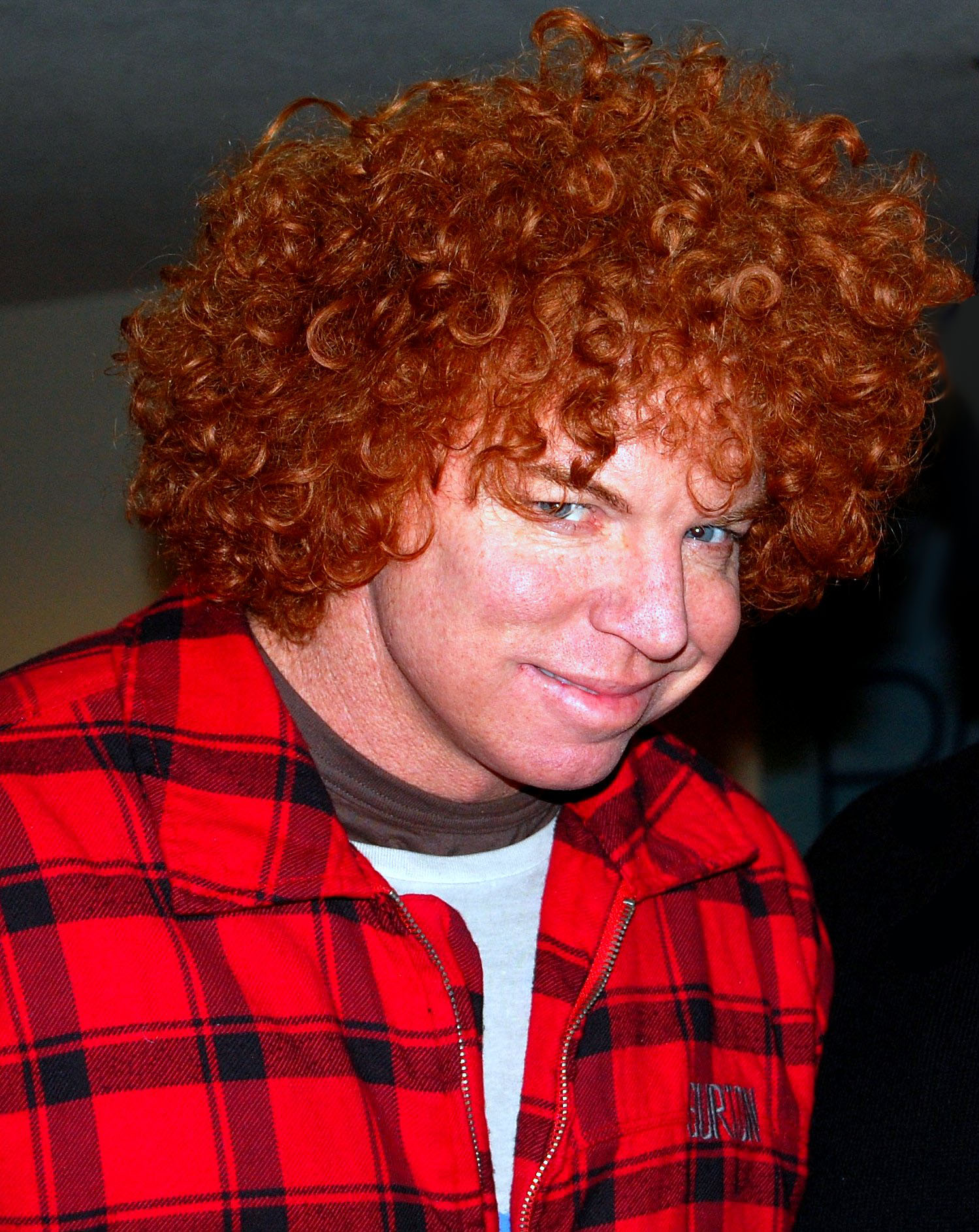
キャロット・トップ

キャロット・トップ（Scott "Carrot Top" Thompson、1965年2月25日 - ）は、米国フロリダ州生まれのコメディアン。赤毛で自虐的なネタで知られる。
ドラマ “SUITS” シーズン3 エピソード8で、若手弁護士のハロルドが「キャロット・トップに似ている」と揶揄されるシーンがある。
ドラマ“プリズン・ブレイク”シーズン4 エピソード7で主人公のマイケルが、ラスベガスへ行く恋人のサラに「キャロット・トップのサインを貰ってきて」と頼むシーンがある。